# Jackhammer (cómic)
Jackhammer (Matthew Banham) —Martillo Pilón o Taladrador en España— es un personaje ficticio que aparece en los cómics estadounidenses publicados por Marvel Comics. 

## Historial de publicaciones
Jackhammer fue mencionado por primera vez como un líder de HYDRA en Daredevil # 121; apareció por primera vez en Daredevil # 123 (julio de 1975) y fue creado por Tony Isabella y Bob Brown.
El personaje aparece posteriormente en Capitán América # 371 (junio de 1990), # 373-378 (julio-octubre de 1990), Guardianes de la Galaxia # 28-29 (septiembre-octubre de 1992), Capitán América # 412-414 (febrero-abril de 1993), Thunderbolts # 24-25 (marzo-abril de 1999) y Union Jack # 1-2 (noviembre-diciembre de 2006).

## Biografía del personaje ficticio
Jackhammer es un agente disfrazado / líder de división de  HYDRA cuando estaba bajo el liderazgo del señor del crimen Silvermane. Cuando organizaron un secuestro de Foggy Nelson, Daredevil, Viuda Negra y S.H.I.E.L.D. los persiguieron. Jackhammer estaba entre los que lucharon contra Daredevil y fue derrotado.
Jackhammer luego abandonó HYDRA y ganó fuerza sobrehumana de un tratamiento en Power Broker, Inc. y comenzó una relación con la luchadora femenina Poundcakes cuyo rechazo amenazó la primera cita del Capitán América e Iguana. Anaconda y Asp dejaron inconscientes a Jackhammer y Poundcake.
El Dr. Karl Malus de Power Broker, Inc. formó Power Tools con Jackhammer y otros villanos en su plan para capturar a Battlestar y otros personajes cuando los desactivaron. Estaba entre los villanos que lucharon contra el Capitán América.
Jackhammer dejó Power Tools una vez cuando hubo una ocasión en que el Doctor Octopus lo reclutó para unirse a su encarnación de los Maestros del Mal durante la Guerra del Infinito. Él estaba entre los villanos que se volvieron contra el Doctor Octopus y lo hicieron huir.
Participaría en un ataque contra el túnel del Támesis, amenazando a muchos civiles en su interior. Fue derrotado rápidamente por el superhéroe Union Jack.

## Poderes y habilidades
Originalmente, Jackhammer es un ingeniero e inventor consumado, que usa dispositivos similares a los guanteletes de vibración de Shocker. Estos aumentan la fuerza de conmoción de sus golpes al generar vibraciones pulsadas al contacto. Ahora, recibió inmensos atributos físicos debido al tratamiento de Power Broker, pero disminuyó un poco su mente.